# الصرم (عمران)
الصرم هي إحدى قرى الجمهورية اليمنية. وهي تتبع جغرافيًا لمحافظة عمران. وإداريًا لمديرية ثلاء. يبلغ تعداد سكانها 1632 نسمة حسب الإحصاء الذي جرى عام 2004.